# Taxi 121
Taxi 121 je český film režiséra Dana Pánka z roku 2016, jedná se o jeho celovečerní debut. Film je inspirovaný skutečnými vraždami tří pražských taxikářů v roce 2014.

## Obsazení
| Filip Tomsa        | taxikář Matěj Pokorný |
| Lenka Zahradnická  | Lucie Pokorná         |
| Dušan Sitek        | vrah Otto Bleier      |
| Roman Vojtek       | agent Příhoda         |
| Vlastina Svátková  | advokátka Jánská      |
| Petr Buchta        | barman Pavel          |
| Barbora Mudrová    | pumpařka              |
| Denisa Nesvačilová | pasažerka             |
| Simona Prasková    | pejskařka             |
| Petr Kocourek      | taxikář Sedláček      |
| Filip Zralý        | Matěj Pokorný ml.     |
| Tomáš Soukup       | policista             |
| Brian Caspe        | anglický pasažér      |
| Jana Kopecká       | pasažerka             |
| Radovan Masár      | stopař                |
| Filip Kráčmar      | dispečer              |
| Filip Chlud        | opilý pasažer         |
| Kristina Sitková   | policistka            |

## Recenze
- František Fuka, FFFilm